# Vanessa umbrosa
Vanessa umbrosa är en fjärilsart som beskrevs av Fischer 1908. Vanessa umbrosa ingår i släktet Vanessa och familjen praktfjärilar. Inga underarter finns listade i Catalogue of Life.